# Lamprosema albicilialis
Lamprosema albicilialis là một loài bướm đêm trong họ Crambidae.